# Taubenjagd (Ozeanien)

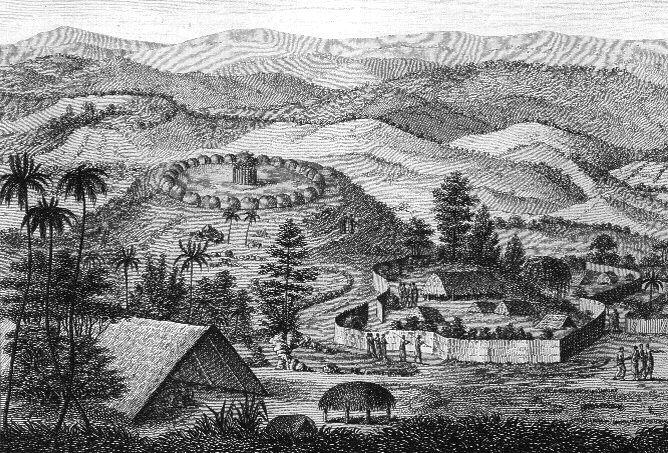
Erdhügel zur Taubenjagd auf Tongatapu, 1893

Die Taubenjagd (wahrscheinlich auf die Tongafruchttaube Ducula pacifica, tongaisch: Lupe) ist in Ozeanien ein viele Jahrhunderte alter Sport.

## Tonga
Auf Tonga hat man dazu Erdhügel (tia seu lupe) aufgeschüttet, die einen Durchmesser von 35 m und eine Höhe von 4,5 m haben können. Oben auf dem Hügel waren Unterstände aufgestellt, worin die Jäger sich verbergen konnten. Diese hatten gezähmte Tauben bei sich, die sie mit dünnen Fäden an den Füßen aus ihren Verstecken aufsteigen ließen. Wenn sich wilde Tauben den Lockvögeln anschlossen, zog man die eigenen Tauben an den Fäden zu Boden und die wilden Tauben folgten, so dass sie mit Netzen gefangen werden konnten.
Diese Art des adeligen Vergnügens, die insbesondere auch der Proteinversorgung diente, war im 19. Jahrhundert schon eine alte Tradition, die heute allerdings nicht mehr ausgeübt wird. So gibt es auf den Haʻapai-Inseln von Tonga 14 Hügel zur Taubenjagd, die nach mündlicher Überlieferung aus der Mitte des 15. Jahrhunderts stammen sollen.

## Samoa
Auf der nördlich von Tonga angrenzenden Hauptinsel von Amerikanisch-Samoa Tutuila heißen diese Hügel tia ʻave.  Bisher sind von ihnen über 150 Stück entdeckt worden, die hier eine Sternenform haben und deshalb auf Englisch star mounds (Sternhügel) genannt werden.